# Carl Weigert
Carl Weigert (født 19. marts 1845 i Münsterberg, Schlesien, død 5. august 1904 i Frankfurt a. M.) var en tysk histolog og bakteriolog.
Weigert var assistent hos Waldeyer, Lebert og Cohnheim. Han blev professor i Leipzig 1879 og overflyttedes til Frankfurt som professor i patologisk anatomi. Den histologiske teknik skylder Weigert uhyre meget, således bakteriefarvningen i snit ved hjælp af basiske anilinfarver (1875), nervesystemets 
differentialfarvning ved syrefuchsin (1882) og den elektive farvning af neuroglia (1890—95), men også hans patologisk-anatomiske studier over koppesygdommen (1874—75), over krup og difteritis (1877), i hvilke sidste læren om koagulationsnekrosen fremsattes, over den Brightske syge og over venetuberklerne og den tuberkuløse blodinfektion (miliærtuberkulosen) bragt i sin tid nye synspunkter og ikke uvæsentlige fremskridt.